# Dasturella oxytenantherae
Dasturella oxytenantherae är en svampart som beskrevs av Sathe 1966. Dasturella oxytenantherae ingår i släktet Dasturella och familjen Phakopsoraceae.   Inga underarter finns listade i Catalogue of Life.